# Iglesia de Nuestra Señora del Pilar (Víznar)
La Iglesia de Nuestra Señora del Pilar es un iglesia de la localidad española de Víznar, provincia de Granada.

## Historia
Fue realizada en el siglo XVI.

## Descripción
Es de estilo mudéjar, de planta de cajón, compuesta de una sola nave con un artesonado de madera de excelente factura. El altar queda separado del resto de la iglesia por una arco apuntado de piedra sobre dos columnas circulares adosadas al paramento.

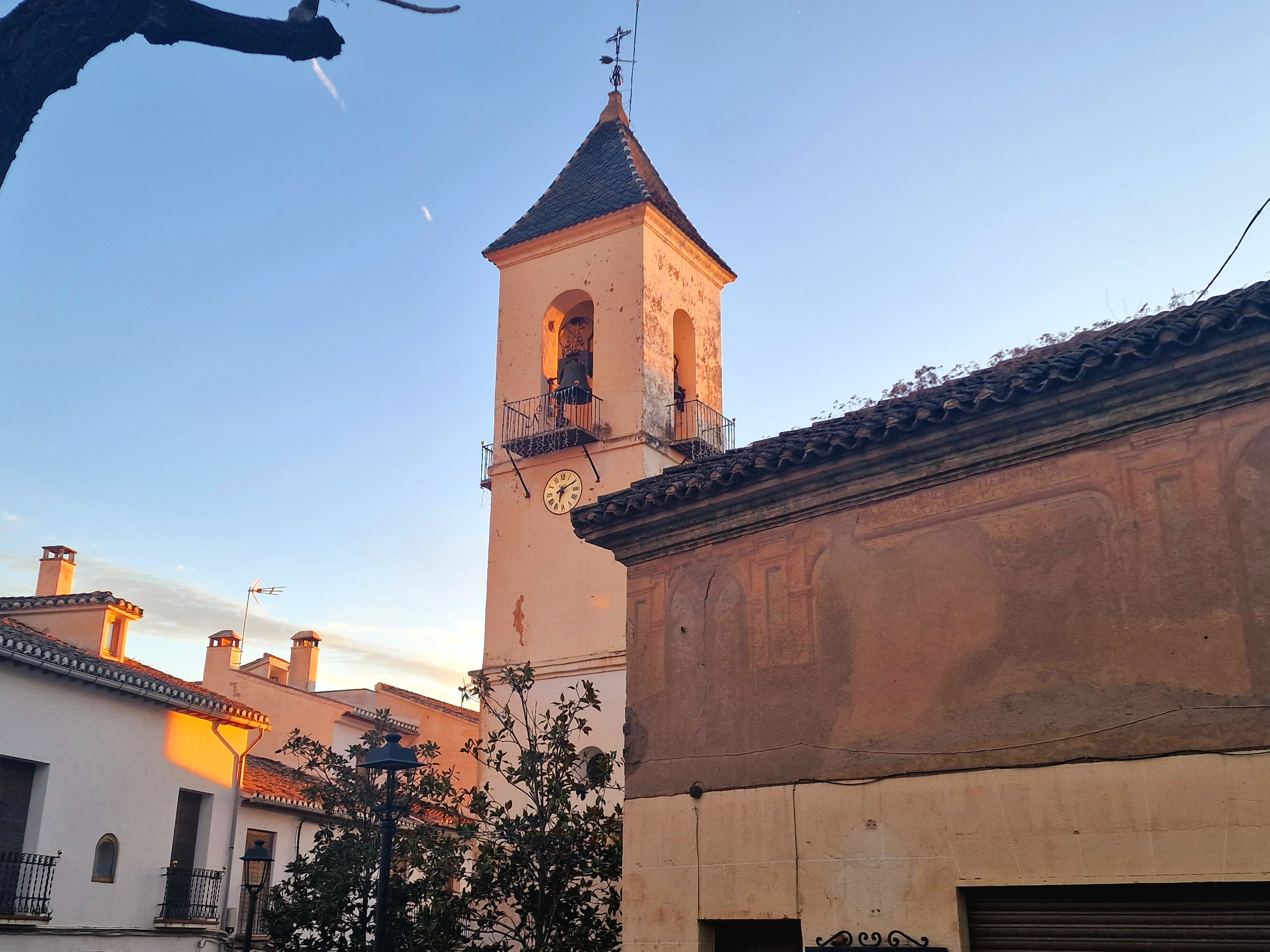
Campanario de la Iglesia de Nuestra Señora del Pilar, visto desde la calle Reina Sofía

Exteriormente presenta la singularidad de tener la torre del campanario formalizando la esquina de la iglesia a un lado de la portada principal. El complejo de la iglesia junto con el palacio colindante formaliza actualmente la plaza de la Constitución.